# Čejreci
Čejreci (en serbe cyrillique : Чејреци) est un village de Bosnie-Herzégovine. Il est situé sur le territoire de la ville de Prijedor et dans la république serbe de Bosnie. Selon les premiers résultats du recensement bosnien de 2013, il compte 643 habitants.

## Géographie
Le village est situé au nord de Prijedor.

## Démographie

### Évolution historique de la population dans la localité
| 1948 | 1953 | 1961 | 1971 | 1981 | 1991 | 2013 |
| ---- | ---- | ---- | ---- | ---- | ---- | ---- |
| -    | -    | 647  | 662  | 709  | 739  | 643  |

|  |